# Fårup Sommerland
Koordinaten: 57° 16′ 13″ N, 9° 39′ 9″ O
Fårup Sommerland ist ein 1975 von Anders Kragelund gegründeter Freizeitpark in der Nähe von Fårup in Nordjylland. Es ist einer der größten Vergnügungsparks in Dänemark mit acht Achterbahnen: Fønix, Lynet, Falken, Orkanen, Flagermusen, Mine-Expressen, Saven und Pindsvinet. Rund 400 Saisonkräfte und 20 bis 49 fest Angestellte arbeiten für das Unternehmen, das 2010 einen Umsatz von knapp 105 Millionen Kronen erzielte. Im gleichen Jahr verzeichnete der Park mit über 607.000 Gästen einen Besucherrekord.
1989 wurde auf dem Gelände der Aquapark eingeweiht, der heute Dänemarks größtes Erlebnisbad ist.
2020 eröffnete die Familienachterbahn Saven. Dabei handelt es sich um einen Family Boomerang Coaster des niederländischen Herstellers Vekoma.
2022 eröffnete mit Fønix, einer Achterbahn vom Typ Wildcat des Herstellers Vekoma, die höchste und schnellste Achterbahn Dänemarks.

## Attraktionen

### Achterbahnen
| Name           | Hersteller | Typ                      | Eröffnung | Theoretische Kapazität P=Personen | Max. Höhe [m] | Höchst- geschwin- digkeit [km/h] | Fahrstrecke [m] |
| -------------- | ---------- | ------------------------ | --------- | --------------------------------- | ------------- | -------------------------------- | --------------- |
| Fønix          | Vekoma     | Wildcat Looping Coaster  | 2022      |                                   | 40            | 95                               | 905             |
| Falken         | S&S        | Holzachterbahn           | 2004      | 800 P/h                           | 20            | 75                               | 622             |
| Lynet          | Gerstlauer | Launched Coaster         | 2008      | 960 P/h                           | 20            | 80                               | 540             |
| Orkanen        | Vekoma     | Suspended Family Coaster | 2013      | 720 P/h                           | 19            | 75                               | 453             |
| Saven          | Vekoma     | Family Boomerang         | 2020      |                                   | 24            | 60                               | 238             |
| Mine-Expressen | Vekoma     | Junior Coaster           | 1992      | 600                               | 13            | 46                               | 365             |
| Flagermusen    | Reverchon  | Spinning Coaster         | 2001      | 900                               | 13            | 47                               | 420             |
| Pindsvinet     | Zamperla   | Family Gravity Coaster   | 2012      |                                   | 4             |                                  | 80              |

#### Ehemalige Achterbahnen
| Name       | Typ                                 | Hersteller    | Eröffnungsjahr | Schließungsjahr | Bemerkungen | Ref    |
| ---------- | ----------------------------------- | ------------- | -------------- | --------------- | --- | ------ |
| Humlebien  | Powered Coaster, Familienachterbahn | unbekannt     | 1999           | 2002            | | [ 10 ] |
| Mini-Lynet | Powered Coaster, Familienachterbahn | CAM Baby Kart | 2003           | 2008            | Fuhr bis 2007 unter dem Namen Lynet. Nach der Schließung in Fårup Sommerland wurde die Bahn zunächst vom Schausteller Hendriks-Hinzen auf niederländischen Volksfesten unter dem Namen Goldmine Express betrieben. Dabei machte sie in den Jahren 2020 und 2021 in De Waarbeek Halt. Seit 2022 fährt sie in Knightly's Funfair ihre Runden. | [ 15 ] |

### Weitere Attraktionen
| Name          | Typ                     | Eröffnung |
| ------------- | ----------------------- | --------- |
| Wild River    | Ringrutsche             | 1999      |
| Surf Hill     | Wettkampfrutsche        | 1990      |
| Water Slide   | Wasserrutsche           | 1990      |
| Træstammerne  | Wildwasserbahn          | 1991      |
| Skattejagten  |                         | 1996/2010 |
| Fårup Rafting | Rapid River             | 1998      |
| Skydning      |                         | 2001      |
| 4D Biograf    | 4D-Kino                 | 2006      |
| Vandcyklonen  | Strudelrutsche          | 2007      |
| Vandslangen   | Raftingrutsche          | 2011      |
| Vandfaldet    | Wasserrutsche           | 2015      |
| Vandkanonen   | Wasserrutsche           | 2015      |
| Hvirvelvinden | Schaukel                | 2017      |
| Mini Golf     | Abenteuer-Minigolfplatz | 2018      |

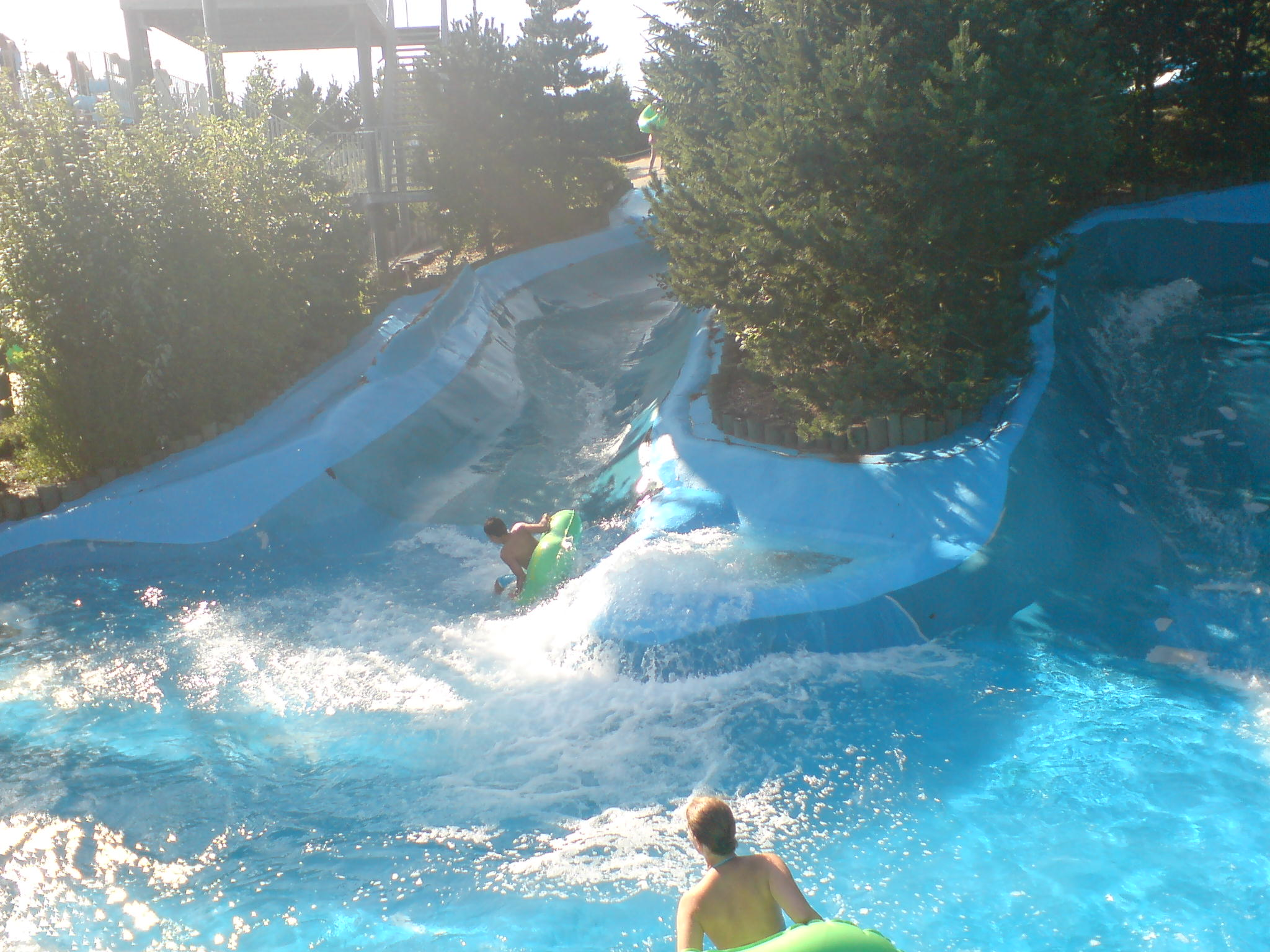
Wild River von unten
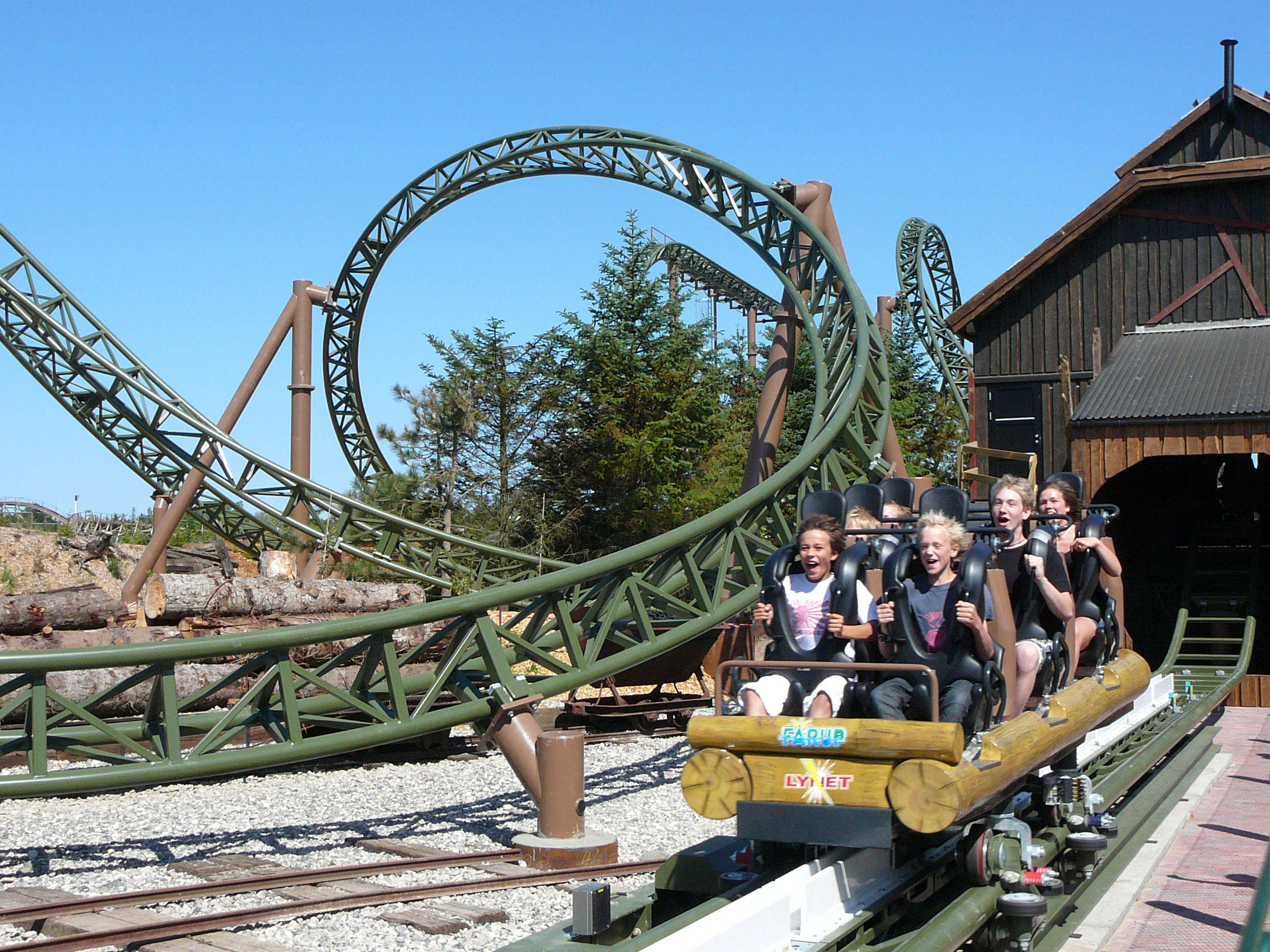
Gerstlauer Launch Coaster Lynet
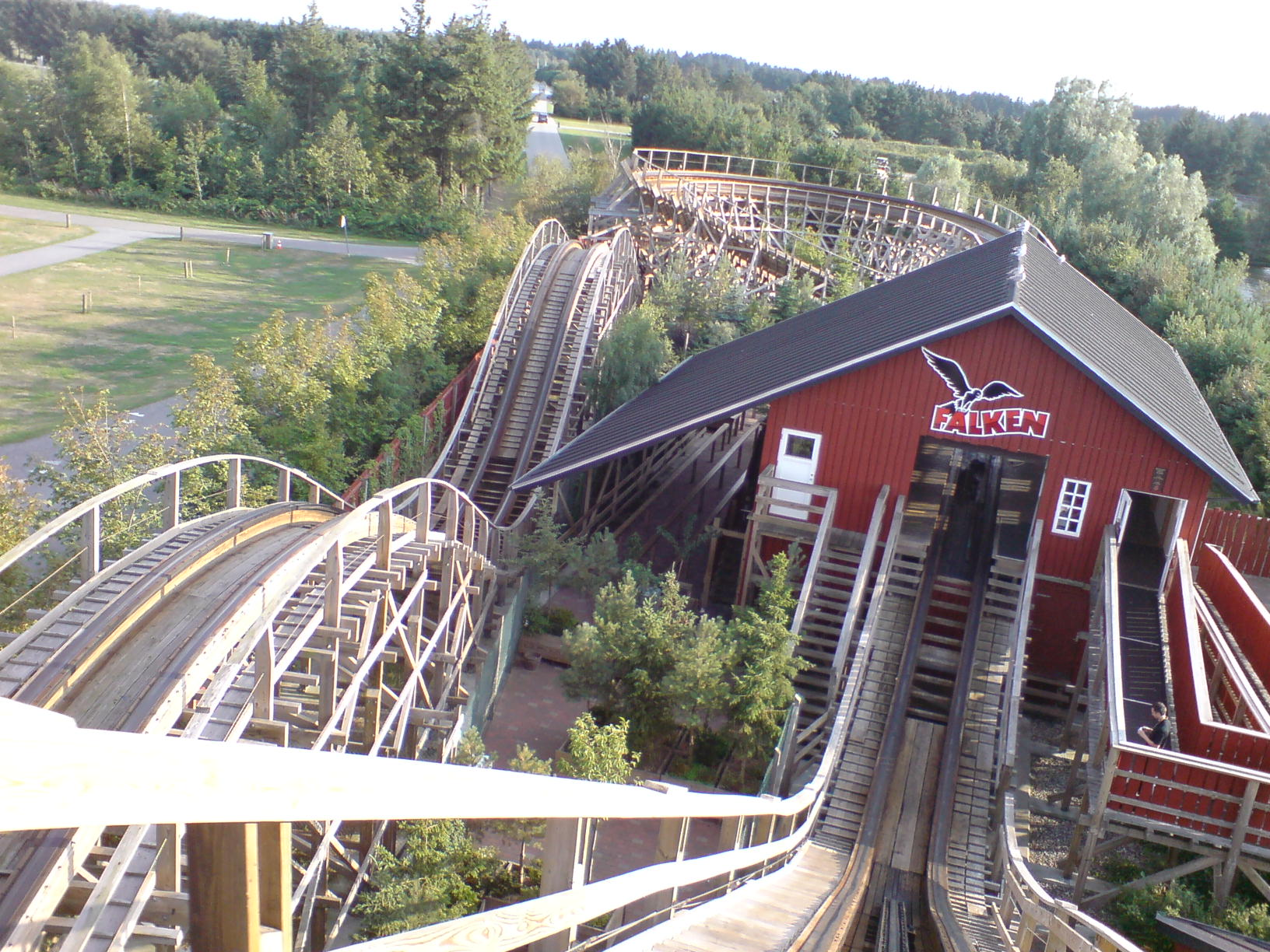
Holzachterbahn Falken
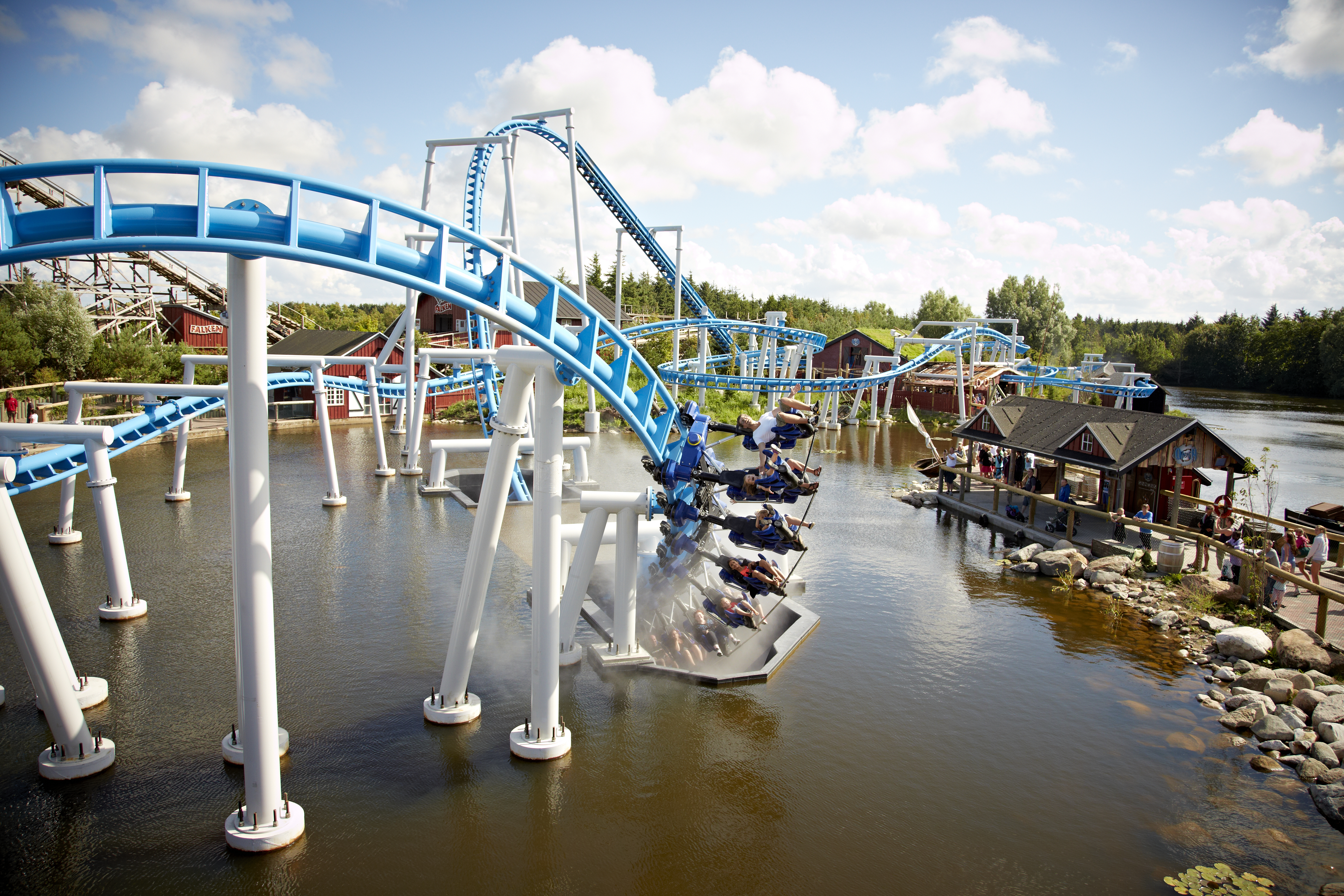
Orkanen
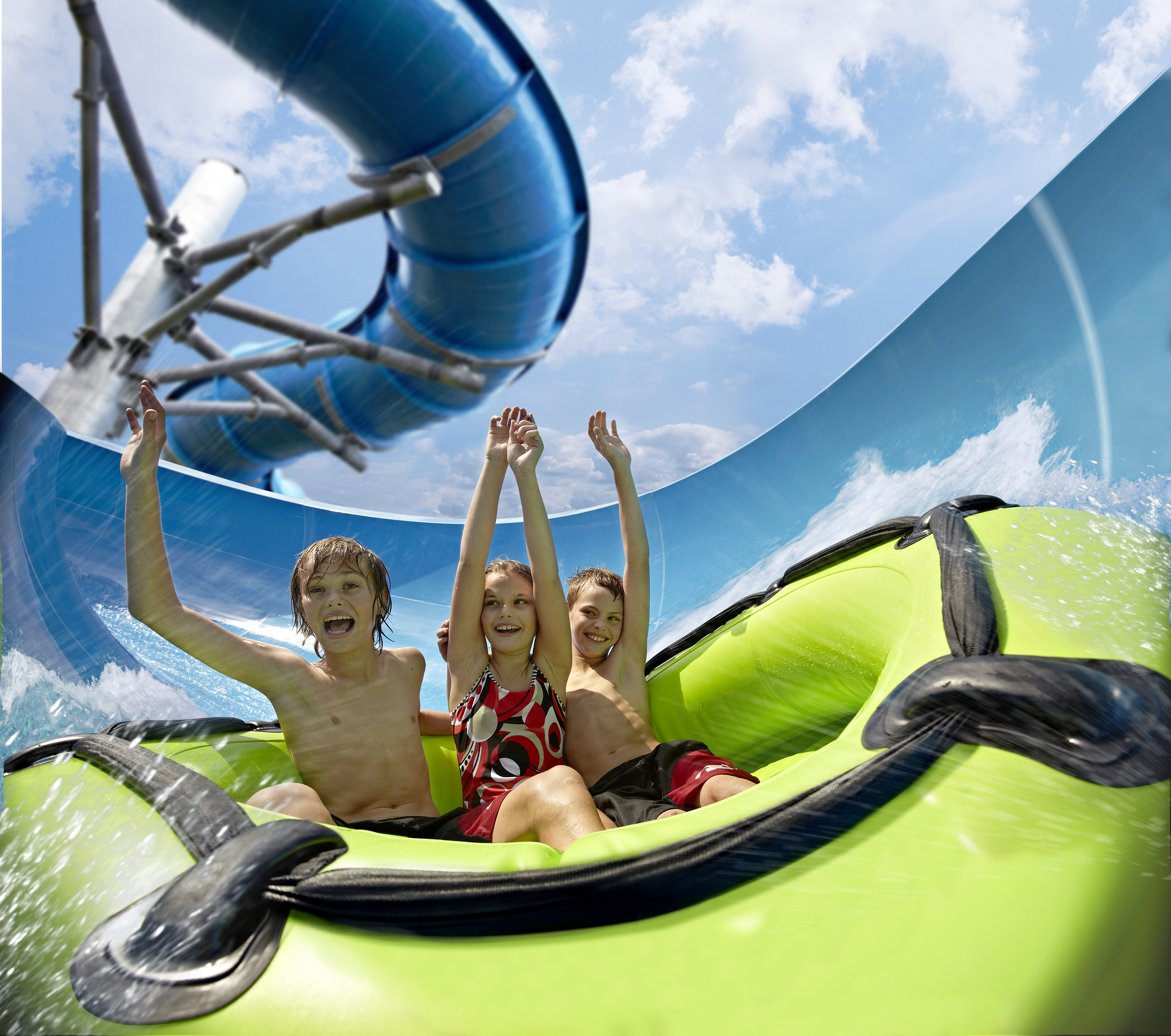
Vandslangen
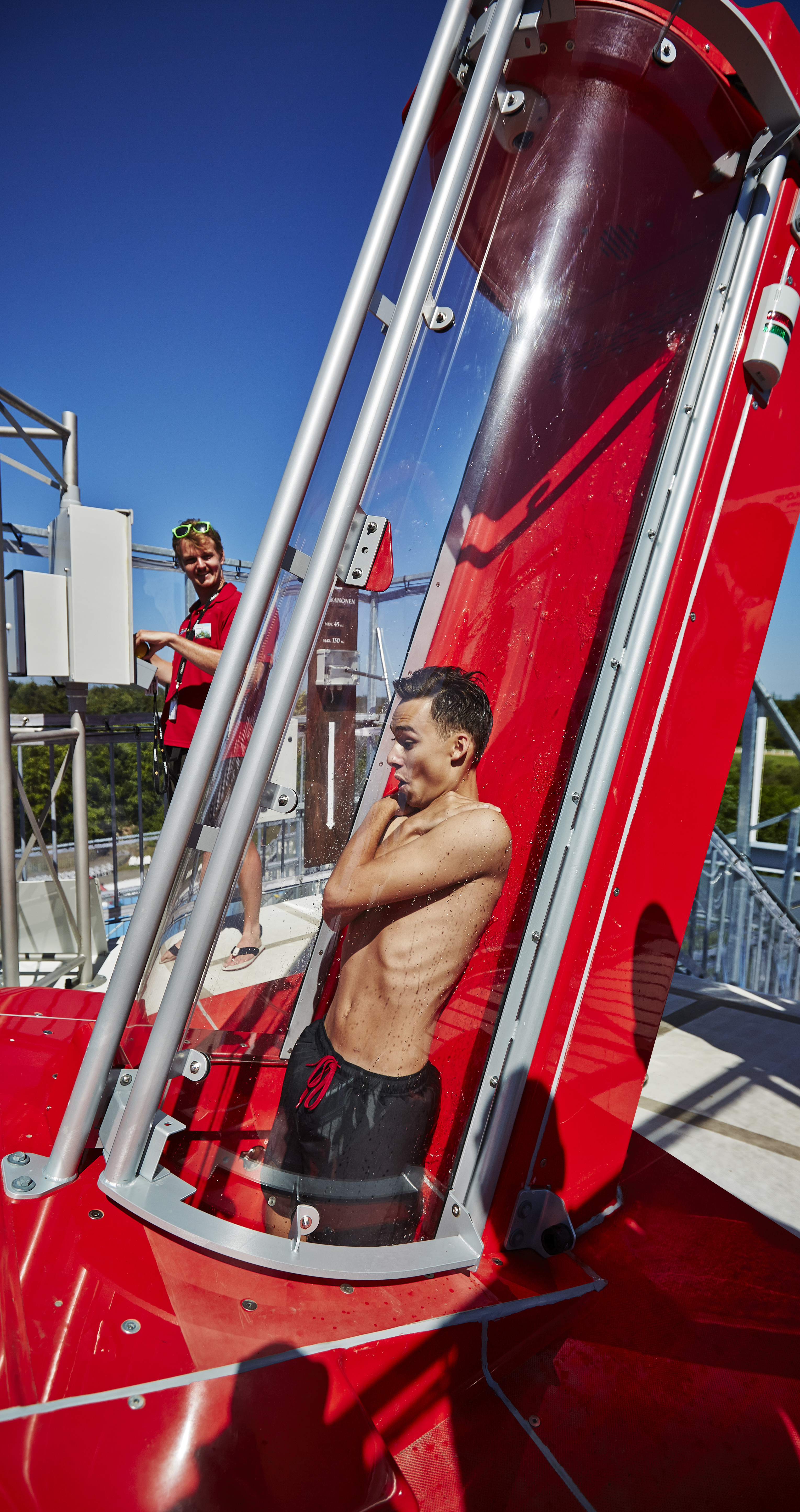
Vandkanonen
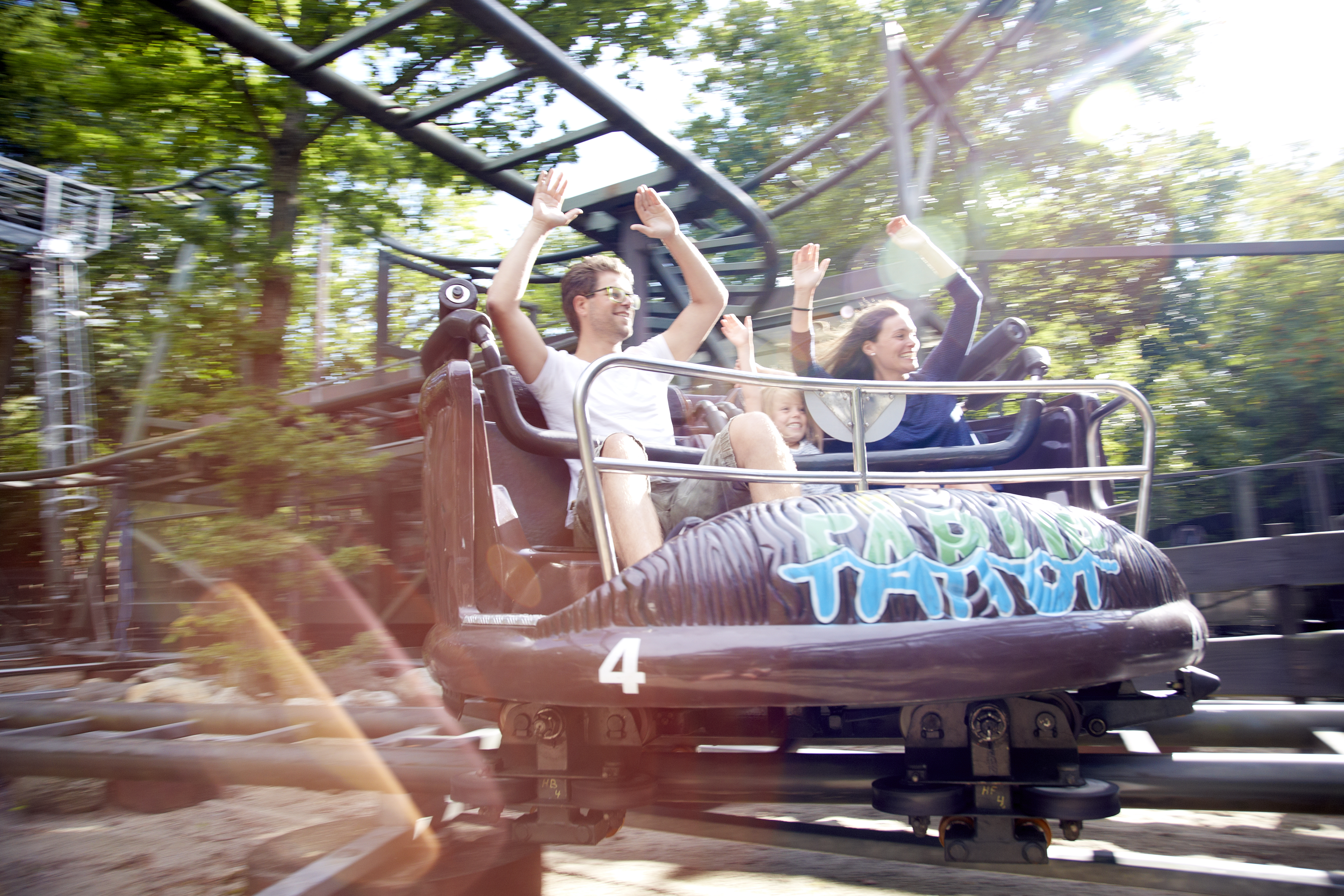
Flagermusen
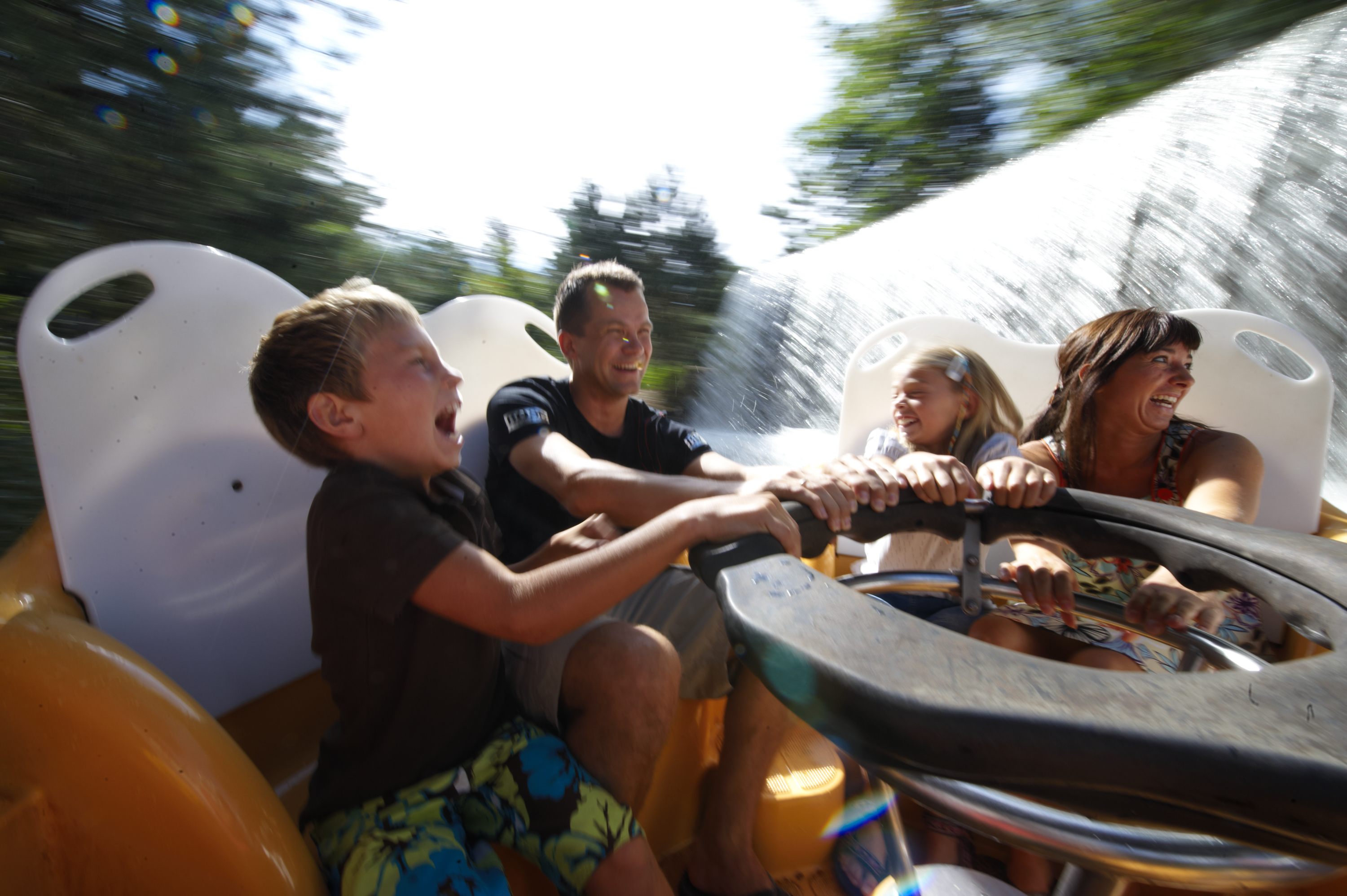
Fårup Rafting
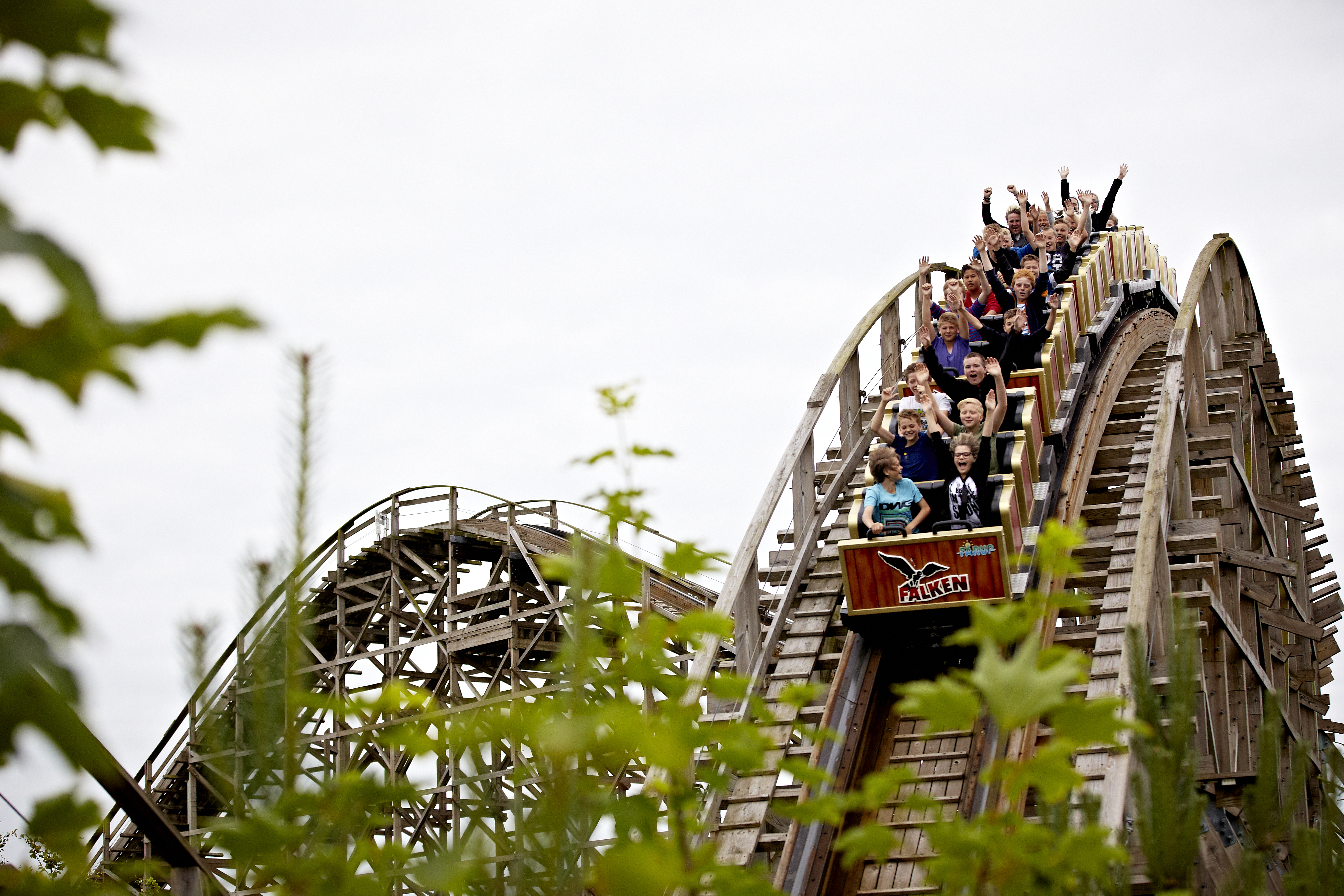
Falken

## Auszeichnungen
2010 wurde Fårup Sommerland von der US-amerikanischen Fachzeitschrift Amusement Today zum weltweit „drittbesten Vergnügungspark für Kinder“ (Best Children’s Park 2010) gekürt – hinter den US-amerikanischen Freizeitparks Idlewild and Soak Zone und Legoland California Resort.
Für seine Achterbahnen Falken (2004), Lynet (2008) und Fønix (2023) wurde der Park mit dem Neuheitenpreis FKF-Award des Freundeskreises Kirmes und Freizeitparks e. V. ausgezeichnet.